# Štefan Csomor
Štefan Csomor (14. června 1886 Kalná nad Hronom – 21. října 1950 Kalná nad Hronom) byl československý politik a meziválečný poslanec Národního shromáždění za Republikánskou stranu zemědělského a malorolnického lidu.

## Biografie
Po parlamentních volbách v roce 1935 se stal poslancem Národního shromáždění. Poslanecké křeslo si oficiálně podržel do listopadu 1938, kdy byl zbaven mandátu v důsledku změn hranic Československa.
Profesí byl rolníkem. Podle údajů z roku 1935 bydlel v obci Kalná (okres Levice).